# Albino Cossa
Albino « Bino » Cossa est un footballeur mozambicain né le 21 avril 1982 à Maputo. Il évolue au poste de gardien de but avec Liga Desportivo Muçulmana de Maputo.

## Carrière
- Depuis 2002 : Liga Muçulmana ( Mozambique)

## Palmarès
- Championnat du Mozambique de football : 2010